# William J. Cary

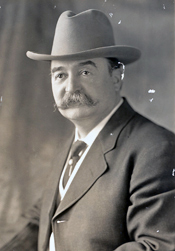
William J. Cary

William Joseph Cary (* 22. März 1865 in Milwaukee, Wisconsin; † 2. Januar 1934 ebenda) war ein US-amerikanischer Politiker. Zwischen 1907 und 1919 vertrat er den Bundesstaat Wisconsin im US-Repräsentantenhaus.

## Werdegang
William Cary besuchte die öffentlichen Schulen seiner Heimat und die St. John’s Academy. Seit dem elften Lebensjahr war er nach dem Tod seiner Eltern ein Waisenkind. Danach verdiente er sich sein erstes Geld als Nachrichtenbote. Danach machte er eine Ausbildung als Telegraphist. In diesem Beruf arbeitete er zwischen 1883 und 1895. Während der folgenden zehn Jahre war Cary im Börsengeschäft tätig. Gleichzeitig begann er als Mitglied der Republikanischen Partei eine politische Laufbahn.
Zwischen 1900 und 1904 saß Cary im Stadtrat von Milwaukee; von 1904 bis 1906 war er als Sheriff Polizeichef im Milwaukee County. Bei den Kongresswahlen des Jahres 1906 wurde er im vierten Wahlbezirk von Wisconsin in das US-Repräsentantenhaus in Washington, D.C. gewählt, wo er am 4. März 1907 die Nachfolge von Theobald Otjen antrat. Nach fünf Wiederwahlen konnte er bis zum 3. März 1919 sechs Legislaturperioden im Kongress absolvieren. In diese Zeit fielen der Erste Weltkrieg sowie die Verabschiedung des 16. und des 17. Verfassungszusatzes.
Im Jahr 1918 wurde William Cary von seiner Partei nicht für eine weitere Legislaturperiode im Kongress nominiert. Von 1921 bis 1933 arbeitete er als Verwaltungsangestellter (County Clerk) im Milwaukee County. Er starb am 2. Januar 1934 in seiner Heimatstadt Milwaukee.